# VP Records
VP Records – niezależna amerykańska wytwórnia płytowa, największy na świecie wydawca albumów z muzyką karaibską (przede wszystkim reggae i dancehall, ale także soca i pokrewne gatunki).

## Historia
Wytwórnia została założona przez Vincenta "Randy'ego" China, Jamajczyka o azjatyckich korzeniach, oraz jego żonę Patricię. W latach 60. i 70. oboje byli właścicielami sklepu Randy's Records oraz legendarnego studia nagraniowego Studio 17 w Kingston. Po przeprowadzce do Nowego Jorku w roku 1975, otworzyli na Brooklynie sklep z nagraniami pod nazwą VP Records (od pierwszych liter imion państwa Chin). Cztery lata później zdecydowali się przenieść siedzibę sklepu na ulicę Jamaica Avenue w okręgu Queens. Biznes okazał się strzałem w dziesiątkę, a wraz ze wzrostem sprzedaży państwo Chin stopniowo rozszerzali swoją działalność, by w roku 1993 pod szyldem VP Records otworzyć własną wytwórnię muzyczną. Od tego czasu swoje albumy nagrywała dla niej znakomita większość najpopularniejszych karaibskich wykonawców muzyki reggae/dancehall, na czele z takimi gwiazdami gatunku jak Alborosie, Anthony B, Beenie Man, Beres Hammond, Bounty Killer, Buju Banton, Capleton, Dennis Brown, Elephant Man, Garnett Silk, Junior Kelly, Luciano, Richie Spice, Sean Paul, Shabba Ranks, Shaggy, Sizzla i wielu innych. Oprócz tego VP z powodzeniem wydaje liczne reedycje albumów oraz serie składanek, z których najsłynniejsze to: Riddim Driven, Reggae Gold, Soca Gold, Strictly The Best oraz Dancehall 101.
Vincent "Randy" Chin zmarł w lutym 2003 roku. Obecnie prowadzeniem interesu zajmują się jego synowie: Chris, Clive oraz Randy, wspierani przez matkę. Wytwórnia wciąż poszerza swoją działalność na rynku muzycznym, posiada swoje oddziały także w Miramar (Floryda), Kingston oraz Tokio.
W styczniu 2008 roku VP za 6,13 mln dolarów przejęło największą europejską wytwórnię reggae/dancehall, Greensleeves Records.